# Francis Place (artiste)
Francis Place (1647 – 1728) est un graveur et potier anglais.

## Biographie
Francis Place est le cinquième fils de Rowland Place (1616–1680) de Low Dinsdale (en) (comté de Durham, dans le nord de l'Angleterre) et de sa femme Catherine (morte en 1670), fille et cohéritière de Charles Wise de Copgrove (Yorkshire du Nord, également au nord de l'Angleterre).
Place étudie le Droit comme son père et devient avocat à Gray's Inn à Londres, jusqu'à ce que l'épidémie de peste le force à quitter sa profession et la capitale en 1665. À cette époque, Place se découvre un don pour le dessin et la gravure au travers de son ami proche Wenceslaus Hollar.
Vers 1680, les intérêts et activités de Place pour ses activités artistiques se renforcent et il s'engage à York, où il s'installe, avec le groupe d'antiquaires York virtuosi (en). Il se lie d'amitié avec divers artistes et antiquaires de York et alentours, dont Ralph Thoresby (en) et William Lodge (en), avec qui il s'adonne à de nombreuses excursions de dessin et de pêche à la ligne.
À la suite du Complot papiste, Place et Lodge sont emprisonnés car suspectés d'êtres des espions jésuites lors de leur voyage au pays de Galles.
La virtuosité et l'enthousiasme de Place le mènent à expérimenter avec la peinture à l'huile à partir de 1680, la poterie et la manufacture de porcelaine à partir de 1683. Il abandonne cependant ces activités en 1694 pour leur manque de succès commercial. Seuls quatre de ses pots en pâtes grises marbrées connus ont survécu, dont l'un se trouve au Victoria and Albert Museum, à Londres.
Vers 1680, Place se marie avec Ann Wintringham, avec qui il a une fille, Elizabeth. Après la mort de sa première épouse, Francis Place se marie avec Ann Wilkinson (vers 1663–1752) en 1693, avec qui il a deux autres filles, Ann et Frances. Place a fait un autoportrait à l'huile, probablement à l'époque de son second mariage (collection Arbroath).
Francis Place meurt chez lui dans le King's Manor (en) de York le 21 septembre 1728 à l'âge de 81 ans. Il est enterré à l'Église Saint-Olave d'York.